# Locomotiva SV 37
Le locomotive gruppo 37 della Società Veneta erano un gruppo di locotender di rodiggio 1-3-0, costruite originariamente per la Schweizerische Centralbahn (SCB).

## Storia
Le locomotive furono costruite dalla SLM di Winterthur nel 1878 per la SCB, che le immatricolò nel gruppo Ed 3/4 65 ÷ 69.
Nel 1902 la SCB fu assorbita dalle Ferrovie Federali Svizzere e con essa anche il gruppo di locomotive, rinumerato 7495 ÷ 7499. Radiate nel 1914, in quello stesso anno la SV acquisì tre unità (7495, 7496 e 7498) che entrarono a far parte del gruppo 37 della "Veneta", insieme ad un'altra (la 7497) acquistata due anni dopo. La SV acquistò a partire dal 1914 diverse locomotive in Svizzera (gruppi 35, 36, 37 e 38) per far fronte al crescente traffico dovuto alla prima guerra mondiale.
Al 1º gennaio 1930 delle quattro locomotive del gruppo ne rimanevano in esercizio tre e prima della seconda guerra mondiale ne risultava in esercizio solo una, assegnata alle linee ferraresi, ancora esistente nel 1947, mentre nel 1958 non ne risultava più nessuna.

## Caratteristiche
Le locomotive del gruppo 37 erano locotender a 2 cilindri a vapore saturo a semplice espansione, con distribuzione Walschaerts e distributori esterni a cassetto. Avevano una potenza di 370 CV (cui corrispondeva uno sforzo di trazione di 4.000 kg) una velocità massima di 55 km/h. Il rodiggio era 1-3-0.

## Prospetto delle unità[7]
| Numerazione SCB | Numerazione FFS | Numerazione SV | Anno di costruzione | Costruttore | N. costruzione |
| --------------- | --------------- | -------------- | ------------------- | ----------- | -------------- |
| Ed 3/4 66       | Ed 3/4 7496     | 370            | 1878                | SLM         | 134            |
| Ed 3/4 68       | Ed 3/4 7498     | 371            | 1878                | SLM         | 136            |
| Ed 3/4 65       | Ed 3/4 7495     | 372            | 1878                | SLM         | 133            |
| Ed 3/4 67       | Ed 3/4 7497     | 373            | 1878                | SLM         | 135            |